# Том Сойер за границей
«Том Сойер за границей» (другое название: Том Сойер — воздухоплаватель; англ. Tom Sawyer Abroad) — роман, написанный Марком Твеном в 1894 году в продолжение серии приключений Тома Сойера и Гекльберри Финна. Повествование идёт от лица Гекльберри Финна.

## Сюжет
В романе Том, Гек и Джим в результате чрезмерного любопытства Тома отправляются в путь на воздушном шаре, им приходится преодолевать множество испытаний и проделать нелёгкий путь над Америкой, Атлантическим океаном, пустыней Сахарой и Египтом.